# علی‌اشرف درویشیان
علی‌اشرف درویشیان (۳ شهریور ۱۳۲۰–۴ آبان ۱۳۹۶) داستان‌نویس و پژوهشگر سوسیالیست و چپ‌گرای ایرانی و عضو کانون نویسندگان ایران بود. درویشیان برخی از نوشته‌هایش را پیش از انقلاب ۱۳۵۷ ایران با نام مستعار «لطیف تلخستانی» منتشر می‌کرد. وی پیش و پس از انقلابِ ۱۳۵۷ چند بار به علت فعالیت‌های سیاسی زندانی شد. درویشیان یکی از نویسندگان اعلامیه «ما نویسنده‌ایم» بود.

## زندگی
علی‌اشرف درویشیان در ۳ شهریورِ سالِ ۱۳۲۰ در یک خانواده کارگریِ کرد در محله آبشوران شهر کرمانشاه به دنیا آمد. به دلیل فقر، در سال ۱۳۳۲ به کارگری مشغول شد. وی تحصیلات ابتدایی تا دبیرستان خود را در کرمانشاه و در سال ۱۳۳۷ دانشسرای مقدماتی را گذراند و سپس برای معلمی به روستاهای اطراف کرمانشاه و گیلانغرب رفت. در سال ۱۳۴۵ تحصیل در رشته ادبیات فارسی را در دانشگاه تهران آغاز کرد و پس از دریافت مدرک کارشناسی، تحصیلات خود را در مقطع کارشناسی ارشد در رشته روان‌شناسی تربیتی ادامه داد و هم‌زمان در دانشسرای عالی تهران در رشته مشاوره و راهنمای تحصیلی به تحصیل پرداخت. وی همچنین در اواخر سال ۱۳۵۲ با شهناز دارابیان ازدواج کرد.

### نویسندگی
درویشیان نویسندگی را به‌طورِ جدّی در تهران و پس از آشنایی با جلال آل احمد و سیمین دانشور و امیرحسین عالم‌پور آغاز کرد و دریافت که سلیقه‌اش متوجه داستان کوتاه و رمان است. در داستان‌هایش به مردم فرودست می‌پرداخت. همچنین بسیاری از داستان‌های درویشیان بخش‌هایی از زندگی اجتماعی خودش را به تصویر می‌کشد و به گفته وی الهام‌های داستانی اش را هنگامی که در روستاها معلم بوده از دانش‌آموزان و خانواده‌های آن‌ها و تفاوت‌های فکری این دو گروه گرفته‌است. وی آغاز آشنایی خود با قصه و قصه‌گویی را از سنین کودکی و از طریق داستان‌های مادربزرگ و پدرش عنوان می‌کند. همچنین فضای فرهنگی ابتدای دهه سی خورشیدی را در بارور شدن ذهنیت خود مؤثر می‌داند. درویشیان نخستین داستان خود را که هرگز منتشر نشد در زندان دیزل‌آباد کرمانشاه نوشت. وی در آثارش به شاگردان خود و نیز محیط فقرزده شهر کرمانشاه و روستاهای اطراف آن می‌پردازد و بسیاری از ناملایمات و محرومیت‌های مردم را بیان می‌کند.
او ترجمه‌ها و فرهنگ لغت‌هایی را به زبان‌های کردی منتشر کرده‌است. او به دلیل محدودیت‌هایی که در آن زمان برای زبان کردی قائل می‌شدند از ادامه این راه بازماند. همچنین به جمع‌آوری و ثبت فرهنگ عامه نیز علاقه داشت.
او با صمد بهرنگی در خانه جلال آل احمد آشنا شد. وی می‌گوید پس از مرگ صمد بهرنگی در سال ۱۳۴۷، کوشیده تا راه او را ادامه دهد.
درویشیان نویسنده‌ای با علاقه به سبک رئالیستی بود. وی در نویسندگی تحت تأثیر نویسندگانی چون صادق هدایت، بزرگ علوی، محمود دولت‌آبادی، ارنست همینگوی، گابریل گارسیا مارکز و ویلیام فاکنر بود.

### بازداشت و زندان
آثار علی‌اشرف درویشیان هم در دوران حکومت پهلوی و هم در دوران حکومت جمهوری اسلامی دچار سانسور شد. درویشیان در زمان حکومت شاه از سال ۱۳۵۰ تا ۱۳۵۷ برای نگارش کتاب «از این ولایت» و فعالیت‌های سیاسی، سه بار دستگیر و ممنوع‌القلم شد. دستگیری نخست وی در کرمانشاه ۸ ماه به طول انجامید. او ۲ ماه پس از آزادی، در تهران دوباره دستگیر و به ۷ ماه زندان محکوم شد. وی همچنین به دنبال این حکم از دانشگاه، اخراج و از معلمی نیز برکنار شد. دستگیری بعدی درویشیان در ۱۳۵۳ اتفاق افتاد که منجر به صدور حکم ۱۱ سال زندان برای او شد. درویشیان از این تاریخ به زندان رفت و تا پیروزی انقلاب ۱۳۵۷ در زندان ماند. او پس از انقلاب آزاد شد.

### پس از انقلاب ۱۳۵۷
پس از انقلاب، درویشیان اگرچه به زندان نیفتاد، اما از اعتراض، به ویژه اعتراض به سانسور، نشست و گفتگوها و مقالات متعدد خود دست برنداشت. از دید او سانسور و خودسانسوری جدی‌ترین تهدیدها برای ادبیات ایران بودند. در سال ۱۳۹۰ کتاب‌های او از غرفه‌های نمایشگاه بین‌المللی کتاب تهران جمع‌آوری شد. از آن پس او مجبور شد که برخی از آثار خود را در خارج از ایران منتشر کند.

### عضویت در کانون نویسندگان ایران
علی‌اشرف درویشیان عضو فعال کانون نویسندگان ایران و نیز عضو هیئت دبیران آن بود و مدتی هم به عنوان سخنگوی کانون نویسندگان ایفای نقش کرد. درویشیان یکی از نویسندگان اعلامیه ما نویسنده‌ایم بود که در سال ۱۳۷۳ با امضای ۱۳۴ نویسنده منتشر شده و تشکل مجدد و فعالیت دوباره کانون نویسندگان ایران را اعلام کرد.

### درگذشت
علی‌اشرف درویشیان ۴ آبان سال ۱۳۹۶ پس از یک دوره بیماری طولانی بر اثر سکته مغزی درگذشت. وی در مورد علت بیماری خود گفته بود: «بیست و چهار ساعت قبل از بیماری صحنه اعدام کردهای عراق را دیدم که این جور شدم. اعدام‌هایی که به دستور صدام حسین بود».
مراسم بزرگداشت وی که قرار بود در دانشگاه علمی کاربردیِ فرهنگ و هنر در کرمانشاه برگزار شود، لغو شد. علت لغو این مراسم و نام نهادی که دستور چنین کاری را داده آشکار نشد. درویشیان وصیت کرده‌بود که پس از مرگ، در کنار صفر قهرمانیان، احمد شاملو، محمد مختاری و محمدجعفر پوینده در امام‌زاده طاهر کرج دفن شود. اما مقامات امنیتی حکومت جمهوری اسلامی ایران اجازه این کار را به خانواده وی ندادند. همچنین میترا درویشیان خواهر علی‌اشرف درویشیان در گفتگو با رسانه‌ها اعلام کرد که خانواده وی مایل بوده‌اند درویشیان را در گورستان باغ فردوس کرمانشاه و در کنار مادرش دفن کنند. اما مقامات امنیتی اجازه انتقال پیکر او را به زادگاهش کرمانشاه ندادند. علاوه بر این، میترا درویشیان اعلام کرد که مقامات امنیتی حتی با خاکسپاری درویشیان در قطعه هنرمندان و نویسندگان بهشت زهرای تهران نیز مخالفت کرده‌اند. پیکر درویشیان روز ۸ آبان در قطعه ۷ بهشت سکینه کرج با حضور جمع بزرگی از مردم و با آواز «مرغ سحر» و سرودهای انقلابی به خاک سپرده‌شد.
گروه‌ها و سازمان‌های متعدد چپ و کارگری مانند: حزب کومله کردستان ایران، سازمان کارگران انقلابی ایران (راه کارگر)، سازمان فدائیان (اقلیت)، سازمان فداییان خلق ایران (اکثریت)، کومله زحمتکشان کردستان، سازمان اتحاد فداییان خلق ایران، جامعه دموکراتیک و آزاد شرق کردستان (کودار)، حزب توده ایران، حزب کمونیست ایران (مارکسیست-لنینیست-مائوئیست) و همچنین جریان‌های کارگری داخل کشور مانند کانون مدافعان حقوق کارگر، اتحادیه آزاد کارگران ایران و سندیکای کارگران فلزکار مکانیک با انتشار بیانیه‌هایی درگذشت درویشیان را تسلیت گفتند.

## جوایز و افتخارات
- کتاب فصل نان در سال ۱۳۵۷ و در زمانی که کشور ایران دستخوش جنبشی انقلابی بوده و درویشیان نیز در زندان به سر می‌برد، به عنوان کتاب برگزیده شورای کتاب کودک ایران برگزیده‌شد.[۲۶]
- در دهمین دوره جایزه ادبی هوشنگ گلشیری، از علی‌اشرف درویشیان، داستان‌نویسان پیش‌کسوت ایران و از اعضای کانون نویسندگان ایران برای «تعهد بی‌چون و چرا به آزادی بیان و در امان نگاه داشتنِ حریم قلم از دستبردِ قدرت» و «تصویر صادقانه‌ای که از گذر دردناک جامعه‌ای روستایی به جامعه‌ای شهری به دست داده»، تقدیر به‌عمل آمد.[۲۷][۲۸]
- در سال ۱۳۸۶، هشتمین دوره جایزه ادبی مهرگان جایزه «یک عمر تلاش در عرصه نوشتن» را برای مجموعه آثار علی‌اشرف درویشیان با تأکید بر رمان سال‌های ابری به وی اهدا کرد.
- سازمان دیدبان حقوق بشر در سال ۲۰۰۷ علی‌اشرف درویشیان را به عنوان یکی از ۷ نویسنده ایرانی معرفی کرد که جایزه حقوق بشر هلمن-همت به آن‌ها تعلق می‌گیرد. این جایزه در سطح جهان به نویسندگانی اعطا می‌شود که تحت آزار و اذیت سیاسی قرار گرفته‌اند.[۲۹]
- هفدهمین دوره جشنواره فرهنگی گلاویژ در کردستان عراق، در آذر ماه ۱۳۹۲ خورشیدی جایزه نخست خود، جایزه هردی را به درویشیان اهدا کرد.[۳۰]

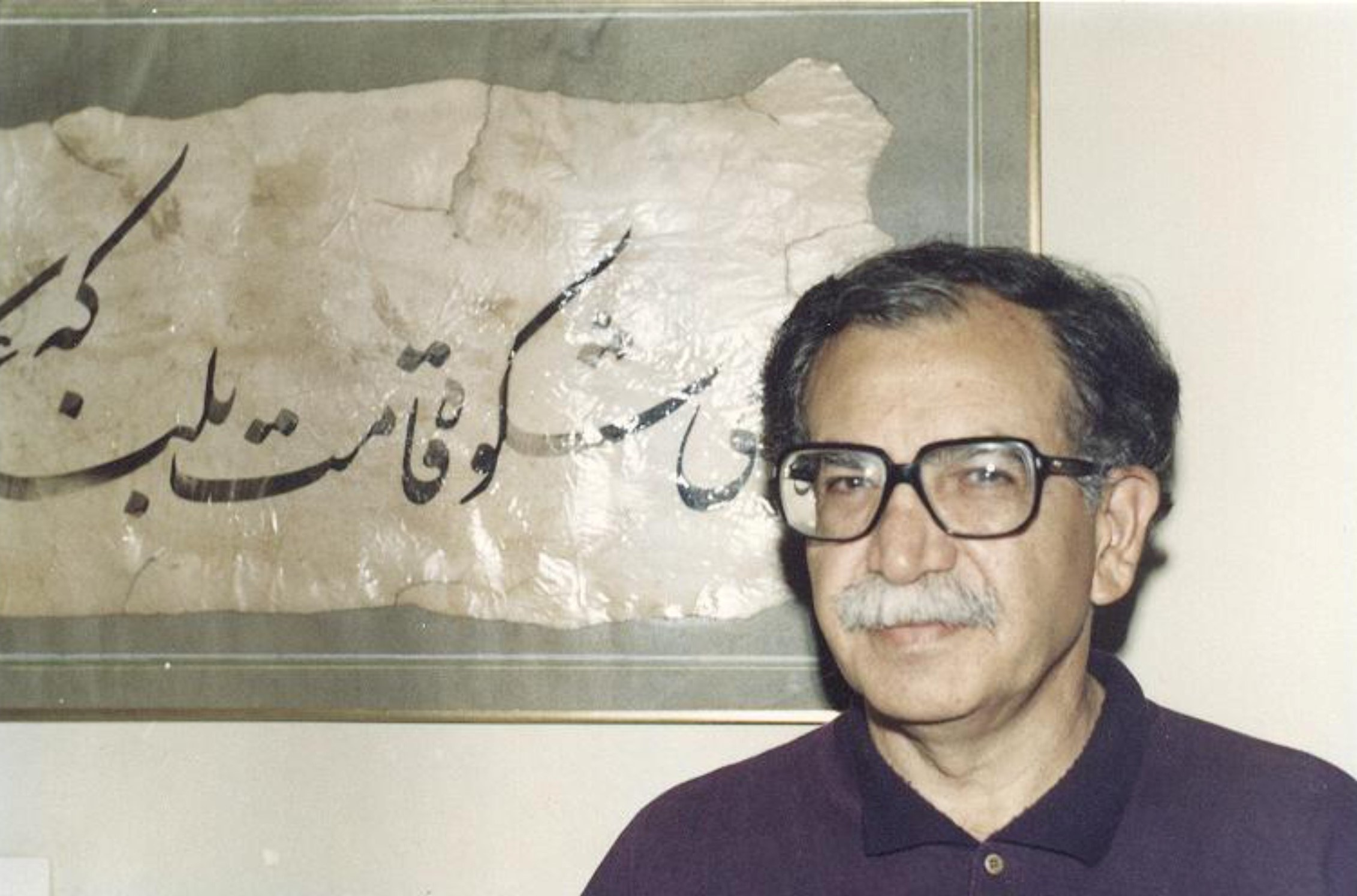
علی‌اشرف درویشیان

## دربارهٔ علی‌اشرف درویشیان

### فیلم
- فیلم مستند آواز آفتاب به کارگردانی ناصر صفاریان که در سال ۱۳۸۱ انتشار یافته، به بررسی ادبیات ایران می‌پردازد. علی‌اشرف درویشیان در این فیلم در کنار محمود دولت‌آبادی و جواد مجابی به بیان نظرات خود در رابطه با ادبیات ایران، کیفیت کتاب‌ها و سانسور می‌پردازد.[۳۱]
- فیلم مستند خورشید سال‌های ابری به کارگردانی مصطفی ساروقی، این فیلم در پاییز و زمستان ۱۳۹۵ تولید شده و اولین مستندی است که دربارهٔ علی‌اشرف درویشیان ساخته شده و در پاییز ۱۳۹۶ به نمایش تلویزیونی درآمد. در این فیلم شهناز دارابیان، شمس لنگرودی، رضا خندان مهابادی، علی‌اکبر معصوم‌بیگی، احمد پوری، فرخنده حاجی زاده، ناصر رحمانی نژاد حضور دارند. خورشید سال‌های ابری' یادی از علی‌اشرف درویشیان و مرور او در غیاب خودش است.

## ممانعت از یادبود
پس از وقوع زلزلهٔ استان کرمانشاه در سال ۱۳۹۶ کانون نویسندگان ایران اقدام به جمع‌آوری کمک‌های نقدی با هدف ساخت یک مرکز فرهنگی -و ترجیحاً یک مدرسه- در مناطق زلزله‌زدهٔ کرمانشاه کرد. به دلیل مسدود کردن حساب کانون و ممانعت‌های مقامات قضایی و امنیتی و کاهش شدید ارزش پول در سال‌های پس از زلزله، در نهایت مبلغ جمع‌آوری‌شده صرف بازسازی یک مدرسهٔ تخریب‌شده در روستای جوانمیری شهرستان سرپل ذهاب شد. کانون نویسندگان ایران در نظر داشت تا این مدرسه به نام علی‌اشرف درویشیان که عضو کانون و معلم روستاهای کرمانشاه بود نامگذاری شود. با این وجود وزارت اطلاعات جمهوری اسلامی ایران با ارسال ابلاغیه‌ای کتبی به سازمان بازسازی مدارس کرمانشاه از این نامگذاری ممانعت کرد. در نهایت هیئت دبیران کانون نویسندگان ایران نام «مدرسهٔ نیما یوشیج» را پیشنهاد داد که مورد موافقت قرار گرفت.

### رمان
- سال‌های ابری (۴ ج)، چاپ اول: ت‍ه‍ران، اس‍پ‍رک، ۱۳۷۰.
  - سال‌های ابری (۴ ج در دو م‍ج‍ل‍د)، ت‍ه‍ران: چ‍ش‍م‍ه، چاپ اول ناشر:۱۳۷۹، چاپ هفتم: ۱۳۸۷.
- سلول ۱۸، تهران: ن‍گ‍اه، ۱۳۵۸.
  - س‍ل‍ول ۱۸، ت‍ه‍ران: آت‍ن‍ا، ۱۳۸۱.
  - سلول ۱۸، برلین: نشر گردون، چاپ اول ناشر، ۱۳۷۸.

### داستان
- روز اول تعطیلی، تبریز: احیاء، چاپ اول: ۲۵۳۷.
- از ای‍ن ولای‍ت، ت‍ه‍ران: صدای معاصر، ۱۳۵۲؛ شبگیر، ۱۳۵۲.
  - از این ولایت، تهران: چشمه، چاپ بیست و هشتم: ۱۳۹۱.
- از ن‍دارد ت‍ا دارا، ت‍ه‍ران: س‍ه‍ن‍د- آن‍زان، ۱۳۷۵؛ اشاره، چاپ پنجم: ۱۳۸۹.
- آبشوران، (با نام لطیف تلخستانی)، تهران: شبگیر، ۱۳۵۴.
  - آبشوران، (با نام لطیف تلخستانی)، ت‍ه‍ران: جاویدان، ۱۳۵۵.
  - آبشوران (دوازده قصه پیوسته): (متن کامل)، تهران: یارمحمد، ۱۳۵۸.
  - آب‍ش‍وران، ت‍ه‍ران: ک‍اروان، ۱۳۸۳.
  - آب‍ش‍وران، ت‍ه‍ران: چشمه، چاپ بیست و هشتم: ۱۳۹۰.
- درشتی، ت‍ه‍ران: چ‍ش‍م‍ه، ۱۳۷۳.
  - درش‍ت‍ی[ویراست ۲]، ت‍ه‍ران: چ‍ش‍م‍ه، ۱۳۷۷؛ چاپ چهارم: بهار ۱۳۸۵.
- شب آبستن است، سوئد: کتاب ارزان، ۱۹۹۸م.
- همراه آهنگ‌های بابام، چاپ اول: تهران، شباهنگ، ۱۳۵۳.
  - همراه آهنگ‌های بابام، چاپ دوازدهم: تبریز، خنیا، ۱۳۶۹.
  - همراه آهنگ‌های بابام، چاپ هفدهم: تهران، چشمه، ۱۳۸۸.
- فصل نان، ت‍ه‍ران: ش‍ب‍اه‍ن‍گ، ۲۵۳۷= [۱۳۵۷].
  - ف‍ص‍ل ن‍ان، ت‍ه‍ران: ک‍اروان، ۱۳۸۳.
  - ف‍ص‍ل ن‍ان، چاپ هجدهم: ت‍ه‍ران، چشمه، ۱۳۹۱.
- چ‍ه‍ار ک‍ت‍اب: (از ای‍ن ولای‍ت، آب‍ش‍وران، ف‍ص‍ل ن‍ان، ه‍م‍راه آه‍ن‍گ‌ه‍ای ب‍اب‍ام)، ت‍وی‍س‍رک‍ان: ن‍ش‍ر ت‍اخ، ۱۳۷۸.
- داستان‌های تازه‌داغ، کلن، ۱۳۸۴.

### ترجمه
- داس‍ت‍ان‌ه‍ای ک‍وت‍اه از ن‍وی‍س‍ن‍دگ‍ان م‍ع‍اص‍ر ک‍رد، ت‍ه‍ران: چ‍ش‍م‍ه، ۱۳۸۴.

### ادبیات کودکان و نوجوانان
- روزنامه دیواری مدرسه ما، تهران: شبگیر، ۱۳۵۷.
- کی برمی‌گردی داداش جان؟، کرمانشاه: یارمحمد، ۱۳۵۷.
- آتش در کتابخانه بچه‌ها، تهران: نوباوه-یارمحمد، ۱۳۵۸.
- گل طلا و کلاش قرمز، تهران: شبگیر، ۱۳۵۷.
- ابر سیاه هزار چشم، تهران: شبگیر، ۱۳۵۷.
- رنگینه: قصه برای کودکان، تهران: انتشارات نگاه، ۱۳۵۳.
- ق‍ص‍ه‌ه‍ای آن س‍ال‌ه‍ا: (ابر سیاه هزار چشم: گل طلا و کلاش قرمز…)، ت‍ه‍ران: چ‍ش‍م‍ه-کتاب ونوشه، ۱۳۸۴.
- کتاب کودکان ونوجوانان، تهران: نوباوه، ۱۳۵۹.

### دیگر آثار
- کتاب بیستون، تهران: شباهنگ، ۱۳۵۷.
- چ‍ون و چ‍را (مقاله، نقد، گفتگو، سخنرانی)، ت‍ه‍ران: اش‍اره، ۱۳۸۱.
  - چ‍ون و چ‍را (مقاله، نقد، گفتگو، سخنرانی)، ت‍ه‍ران: مروارید، ۱۳۸۸.
- داس‍ت‍ان‍ه‍ای م‍ح‍ب‍وب م‍ن(۷ ج)، ت‍ه‍ران: چ‍ش‍م‍ه، ۱۳۸۰.
- دانه و پیمانه: مجموعه نقد و بررسی رمان و داستان کوتاه، تهران: نشرچشمه، ۱۳۹۰.
- ف‍ره‍ن‍گ اف‍س‍ان‍ه‌ه‍ای ای‍ران‍ی (ف‍ره‍ن‍گ اف‍س‍ان‍ه‌ه‍ای م‍ردم ای‍ران)، ت‍ه‍ران: آن‍زان، ۱۳۷۷.
  - فرهنگ افسانه‌های مردم ایران(۱۹ ج)، ت‍ه‍ران: ک‍ت‍اب و ف‍ره‍ن‍گ، ۱۳۷۸
- خ‍اطرات ص‍ف‍رخ‍ان (س‍ی و دو س‍ال م‍ق‍اوم‍ت در زن‍دان‌ه‍ای ش‍اه)، گفتگوی ع‍ل‍ی‌اش‍رف دروی‍ش‍ی‍ان با ص‍ف‍ر ق‍ه‍رم‍ان‍ی‍ان، ت‍ه‍ران: ن‍ش‍ر چ‍ش‍م‍ه، ۱۳۷۸؛ چاپ هفتم: ۱۳۹۰.
- اف‍س‍ان‍ه‌ه‍ا و م‍ت‍ل‌ه‍ای ک‍ردی: قصه‌ها و متل‌ها، نمایش‌ها و بازی‌های عامیانه ایرانی (۲ ج دری‍ک م‍ج‍ل‍د)، ت‍ه‍ران: ن‍ش‍ر چ‍ش‍م‍ه، چاپ پنجم: ۱۳۸۶.
- ج‍ن‍گ ب‍ه‌روای‍ت ب‍چ‍ه‌ه‍ا: (ق‍ص‍ه، ش‍ع‍ر، م‍ق‍ال‍ه، ت‍ح‍ق‍ی‍ق، ن‍ق‍د و ب‍ررس‍ی؛ م‍ع‍رف‍ی ک‍ت‍اب، ت‍ه‍ران، بی تا، بی نا.
  - ج‍ن‍گ ب‍ه‌روای‍ت ب‍چ‍ه‌ه‍ا: (ق‍ص‍ه، ش‍ع‍ر، م‍ق‍ال‍ه، ت‍ح‍ق‍ی‍ق، ن‍ق‍د و ب‍ررس‍ی)؛ م‍ع‍رف‍ی ک‍ت‍اب، تبریز: موغام، ۱۳۹۴.
- ف‍ره‍ن‍گ ک‍ردی ک‍رم‍ان‍ش‍اه‍ی: ک‍ردی - ف‍ارس‍ی، ت‍ه‍ران: ن‍ش‍ر س‍ه‍ن‍د، ۱۳۷۵.
  - ف‍ره‍ن‍گ ک‍ردی ک‍رم‍ان‍ش‍اه‍ی: ک‍ردی - ف‍ارس‍ی، ت‍ه‍ران: آن‍زان، ۱۳۸۲.
- م‍ق‍الات، ت‍ه‍ران: ش‍ب‍اه‍ن‍گ، ۱۳۵۷.
- نامه کانون نویسندگان ایران: ویژه احمد شاملو با همکاری کمیسیون فرهنگی[کانون نویسندگان ایران]، تهران: آگاه، ۱۳۸۱.
- ص‍م‍د ج‍اودنه شد، [بی‌جا]: سازمان چاپ و نشر کتاب، انتشارات توپ، ۱۳۵۲.
  - ص‍م‍د ج‍اودانه شد، تهران: شباهنگ، چاپ چهارم: ۱۳۵۶.
- ی‍ادم‍ان ص‍م‍د ب‍ه‍رن‍گ‍ی، (گردآوری)، ت‍ه‍ران: ک‍ت‍اب و ف‍ره‍ن‍گ، ۱۳۷۹.
  - ی‍ادم‍ان ص‍م‍د ب‍ه‍رن‍گ‍ی، (گردآوری)، ویراست دوم، تبریز: موغام، ۱۳۹۵.

### آثار منتشرنشده
- عقاید و رسوم مردم کرمانشاه (پژوهش)
- همیشه مادر (رمان)